# Laredo, Cantabria
Laredo là một đô thị thuộc cộng đồng tự trị Cantabria, Tây Ban Nha.

## Liên kết ngoài

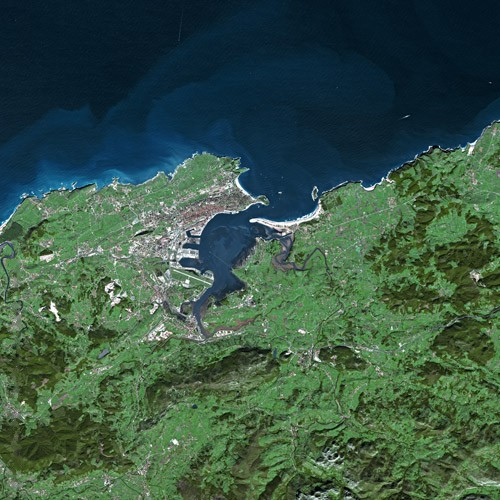
Laredo vu par le satellite Spot.

## Biến động dân số
| 1900  | 1910  | 1920  | 1930  | 1940  | 1950  | 1960  | 1970   | 1980   | 1990   | 2000   | 2005   |
| ----- | ----- | ----- | ----- | ----- | ----- | ----- | ------ | ------ | ------ | ------ | ------ |
| 5.097 | 5.212 | 5.566 | 5.890 | 6.206 | 6.866 | 7.520 | 10.260 | 12.278 | 13.493 | 12.634 | 13.115 |

Fuente: INE